# Blackout (Dropkick Murphys)
Blackout is het vierde studioalbum van de Amerikaanse punkband Dropkick Murphys. Het album werd uitgegeven door Hellcat Records op cd en lp op 10 juni 2003. De lp-versie van het album werd heruitgegeven in 2015 en in 2017.
Sommige versies van het album kwamen met een dvd met daarop live opgenomen videomateriaal van de nummers "Rocky Road to Dublin" en "Boys on the Docks", een videoclip van "Gonna Be a Blackout Tonight" en een trailer voor het videoalbum On the Road With the Dropkick Murphys (2004).
Het album heeft vier singles voortgebracht: "Time to Go", "Walk Away", "The Dirty Glass" en "Fields of Athenry". Er werd een videoclip uitgebracht voor "Walk Away", die enkele keren werd uitgezonden op MTV. "Fields of Athenry" is een cover van een bekend Iers protestlied.

## Nummers
1. "Walk Away" - 2:51
2. "Worker's Song" - 3:32
3. "The Outcast" - 3:10
4. "Black Velvet Band" - 3:03
5. "Gonna Be a Blackout Tonight" - 2:39
6. "World Full of Hate" - 2:22
7. "Buried Alive" - 1:57
8. "The Dirty Glass" - 3:38
9. "Fields of Athenry" - 4:24
10. "Bastards on Parade" - 3:50
11. "As One" - 3:01
12. "This is Your Life" - 3:43
13. "Time to Go" - 2:53
14. "Kiss Me I'm Shitfaced" - 5:34

## Muzikanten
Band
- Al Barr - zang
- Ken Casey - basgitaar, zang
- Matt Kelly - drums, bodhrán, zang
- James Lynch - gitaar, zang
- Marc Orrell - gitaar, accordeon, zang

Aanvullende muzikanten
- Joe Delaney - doedelzak
- Stephanie Dougherty - zang ("The Dirty Glass"), achtergrondzang ("Kiss Me, I'm Shitfaced")